# A. E. Matthews
Alfred Edward Matthews OBE (* 22. November 1869 in Bridlington; † 25. Juli 1960 in Bushey Heath) war ein britischer Schauspieler.

## Leben
Matthews begann seine Bühnenlaufbahn 1887 am Londoner Princess’s Theatre und an Vaudeville-Bühnen und füllte zunächst das Fach des jugendlichen Liebhabers aus. Es folgten Verpflichtungen an Londoner West-End-Stücken und auf Tourneen, die ihn seit den 1890er Jahren bis nach Südafrika, Australien, in die USA und nach Paris führten.
Matthews feierte vor allem mit komischen Rollen Erfolge, einer seiner größten Erfolge wurde Charleys Tante. In späteren Jahren sah man ihn auch mehrfach mit Gentleman-Parts in Boulevardstücken. Beim Film fand er erstmals in den 1910er Jahren Beschäftigung, regelmäßig jedoch erst ab 1940. Dort verkörperte Matty, wie er in der Branche genannt wurde, meist kauzige Typen sowie Adelige. Er spielte fast ausschließlich in Komödien und wurde nach dem Zweiten Weltkrieg zu einem der beliebtesten „alten Männer“ im britischen Kino. Bis zu seinem Tod im Alter von 90 Jahren blieb Matthews kontinuierlich als Schauspieler beschäftigt. 1958 war ihm eine Episode der britischen Fernsehshow This Is Your Life gewidmet, in der seine Lebensgeschichte aufgerollt wurden. Am nächsten Tag priesen die britischen Zeitungen die Folge sowie den Humor von Matthews.
A. E. Matthews war von 1916 bis 1918 Vorsitzender der British Film Actors Company. Im Jahre 1951 erhielt er den Order of the British Empire.

## Filmografie (Auswahl)
- 1914: A Highwayman’s Honour (Kurzfilm)
- 1916: The Real Thing at Last (Kurzfilm)
- 1919: Castle of Dreams
- 1940: Eine ruhige Hochzeit (Quiet Wedding)
- 1941: Pimpernel Smith
- 1942: Der große Händel (The Great Mr. Handel)
- 1943: Leben und Sterben des Colonel Blimp (The Life and Death of Colonel Blimp)
- 1943: Der Herr in Grau (The Man in Grey)
- 1944: Cornwall Rhapsodie (Love Story)
- 1946: Schicksal von gestern (Piccadilly Incident)
- 1949: Keine Wahl ohne Qual (The Chiltern Hundreds)
- 1950: Die Atomente (Mister Drake’s Duck)
- 1951: Der galoppierende Major (The Galloping Major)
- 1951: Der wunderbare Flimmerkasten (The Magic Box)
- 1951: Wer zuletzt lacht (Laughter in Paradise)
- 1952: Muß das sein, Fräulein? (Made in Heaven)
- 1952: Die Schmugglerprinzessin (Penny Princess)
- 1954: Die Erbschaft der Tante Clara (Aunt Clara)
- 1953: Sein größter Bluff (The Million Pound Note)
- 1956: Drei Mann in einem Boot (Three Men in a Boat)
- 1956: Heirate nie in Monte Carlo (Loser Takes All)
- 1956: In 80 Tagen um die Welt (Around the World in Eighty Days)
- 1957: Hilfe, der Doktor kommt (Doctor at Large)
- 1957–1958: The Royalty (Fernsehserie, fünf Folgen)
- 1960: Inn for Trouble